# Cymothales illustris
Cymothales illustris is een insect uit de familie van de mierenleeuwen (Myrmeleontidae), die tot de orde netvleugeligen (Neuroptera) behoort. 
Cymothales illustris is voor het eerst wetenschappelijk beschreven door Navás in 1913.